# 六安市
六安市，別称皋城，是中华人民共和国安徽省下辖的地级市，位于安徽省西部。市境东临合肥市，南邻安庆市，西南接湖北省黄冈市，西北毗河南省信阳市，北界阜阳市，东北与淮南市接壤。地处皖西山地，大别山北麓丘陵地带，地势西南高，东北低，市境中部为长江流域与淮河流域的分水岭。有淠河、史河、沣河、东淝河等河流，主要呈南北走向，上游建有梅山、响洪甸、佛子岭、磨子潭、龙河口五大水库。全市总面积15,451平方公里，常住总人口約438万，市人民政府驻金安区佛子岭中路。六安为全省主要产粮及产茶基地，盛产茶叶，尤以六安瓜片、霍山黄芽最为著名。

## 名称读音
“六”本与“陆”同音，《广韵》注音均为“力竹切”，在今保留入声的大部分方言中仍同音。过去在北京两字均有lù/ㄌㄨˋ、liù/ㄌㄧㄡˋ的文白异读，今普通话中“六”的文读lù/ㄌㄨˋ已淘汰（“陆”则是白读liù/ㄌㄧㄡˋ被淘汰）。《现代汉语词典》曾为六安市及南京市六合区设lù/ㄌㄨˋ的异读，自第六版（2012年）起删去，以liù/ㄌㄧㄡˋ为唯一正音。雖然规范性词典變更其字標讀為liù/ㄌㄧㄡˋ，但当地民众仍习惯读作旧音，而時社會輿論亦對變更做法有異議，在2006年经安徽省人民政府同意保留旧音。民政部出版的《中华人民共和国行政区划简册》、国家地名信息库 （页面存档备份，存于）均注lù音。目前中央电视台及其他大部分地方广播电视台的主播遵从《现代汉语词典》的读法，而安徽广播电视台、六安广播电视台的主播播报新闻时则保留旧音。

## 历史
远在新石器时代，六安就有人类活动，新石器时代遗址遍布全境。上古时期，相传中国远古时代司法鼻祖皋陶封地于此，其族人在此生息，故六安又称皋城。
夏商时，六为淮河以南方国。至西周春秋，境内封国林立，主要有英、六、蓼、群舒等侯国。战国时，六安境内反复为吴楚相争，直至秦国统一。
秦朝时，六安境内分属衡山郡和九江郡，东南部的霍山、舒城大部地区属衡山郡，设灊县，其余地区属九江郡，分属六、安丰、寿春三县。秦亡后，项羽于公元前206年封英布为九江王，都于六县。
西汉高帝四年（前203年），刘邦封英布为淮南王，仍都六县。高帝十一年（前196年），英布叛乱而死，封刘长为淮南王，都寿春。文帝十六年（前164年），从淮南国分出衡山国、庐江国。元狩二年（前121年），汉武帝改衡山国为六安国，一说取“六地平安”之意，一说取境内六县、安丰、安风等县之首字，同时改王都六县为六安县，六安之名即始于此。
新朝王莽改制，改六安国为安风郡，安丰县为美丰县。新朝覆灭后逐渐复原名。
东汉六安分属九江郡、庐江郡。三国时属魏国。西晋分属豫州的安丰郡与扬州的淮南郡、庐江郡。五胡乱华、北民南迁，东晋、南朝于六安境内广置侨郡侨县。南齐时六安分属豫州与南豫州，境内设庐江郡、开化县、灊县、舒县、蒙县、松滋县。南梁时于霍山设霍州、岳安郡。北齐时撤霍州。
隋朝六安境内分属庐州、寿州，开皇初年（581年）设霍山县，开皇十九年（599年）设霍邱县。隋炀帝改州为郡，境内分属庐江郡和淮南郡。
唐朝初年复改郡为州，六安分属庐州和寿州。开元二十三年（735年）置舒城县、二十七年（739年）置盛唐县。
北宋初年置六安县，属寿州。重和元年（1118年）升六安县为六安军，直属淮南西路。
元朝时分属河南江北行省安丰路与庐州路，至元二十八年（1291年）设六安州，领有六安、英山二县，属庐州路。明朝时北属凤阳府寿州，南属庐州府六安州，弘治七年（1494年）于六安州境内复置霍山县。清雍正二年（1724年）升六安州为直隶州由安徽省直辖。
民国成立后废州府存县，六安州改六安县，同霍邱、霍山、舒城、英山、寿县等一同直属安徽省。民国三年至十七年（1914—1928年），舒城、六安、霍山属安庆道，霍邱属淮泗道。民国21年（1932年）寿县、霍邱属安徽省第四行政督察区，六安、舒城、霍山县属第三行政督察区，同年10月析霍山、霍邱、六安、商城、固始等县地置立煌县，同年11月英山划归湖北省。抗战期间安徽省政府曾临时设置于立煌县。
1947年9月改立煌县为金寨县，10月皖西行署成立。1949年1月，六安解放，4月设六安地区专员公署，领六安、霍山、舒城、寿县、霍邱、金寨等县。此后肥西县曾于1952年2月和1961年4月两度划入六安专区，又分别于1958年6月和1983年6月划归合肥市；庐江县曾于1958年7月划入六安专区，又于1965年7月划归巢湖专区。1971年3月改为六安行政公署。1978年以六安县城、城郊为基础设县级六安市。1992年12月，六安县并入县级六安市。1999年9月撤六安地区设地级六安市，原县级六安市划分为金安区与裕安区。2000年3月地级六安市正式成立。2015年10月12日，以霍邱县1998年成立的叶集改革发展试验区为基础设六安市叶集区，12月3日将六安市寿县划归淮南市管辖。
历史上的六安州治所在六安城西侧临河处，六安州城共建有4个正城门，分别为东门朝京门、南门德胜门、西门通济门、北门武定门。另外出于便捷还有两个偏门，即东南侧城墙的魁星阁、西北侧临河的便储门，而州治所，也就是当时六安州的政府行政机构，便是设立在便储门旁的鼓楼附近。
2007年初合武高铁工地上發現了六安王刘庆墓葬。

## 自然环境
六安市位于东经115°20′－117°14′，北纬31°01′－32°40′之间，地处大别山北麓与江淮丘陵过渡带，地势由西南向东北倾斜。地貌类型复杂多样，山地、丘陵、岗地、平原兼备。西南部为大别山腹地，海拔多在500米以上，最高峰白马尖海拔1,777米；中部为江淮分水岭岗丘地带；东北部为淮河冲积平原，海拔在50米以下。全市山地面积占30.5%，丘陵占31.2%，平原占38.3%。
境内河流分属长江、淮河两大水系。淮河水系流域面积占全市总面积的83%，主要支流有史河、淠河、沣河、东淝河等；长江水系占17%，主要为杭埠河、丰乐河等。淠史杭灌区是中国三大灌区之一，总灌溉面积1,000万亩，其中六安境内占70%。
属北亚热带湿润季风气候，四季分明，雨热同季。年均气温15.6℃，1月平均气温2.4℃，7月平均气温28.1℃；年均降水量1,100毫米，主要集中在5－8月；年均日照时数2,000－2,300小时；无霜期210－230天。
| 六安市气象数据（1971年至2000年） | 六安市气象数据（1971年至2000年） | 六安市气象数据（1971年至2000年） | 六安市气象数据（1971年至2000年） | 六安市气象数据（1971年至2000年） | 六安市气象数据（1971年至2000年） | 六安市气象数据（1971年至2000年） | 六安市气象数据（1971年至2000年） | 六安市气象数据（1971年至2000年） | 六安市气象数据（1971年至2000年） | 六安市气象数据（1971年至2000年） | 六安市气象数据（1971年至2000年） | 六安市气象数据（1971年至2000年） | 六安市气象数据（1971年至2000年） |
| 月份                             | 1月                              | 2月                              | 3月                              | 4月                              | 5月                              | 6月                              | 7月                              | 8月                              | 9月                              | 10月                             | 11月                             | 12月                             | 全年                             |
| -------------------------------- | -------------------------------- | -------------------------------- | -------------------------------- | -------------------------------- | -------------------------------- | -------------------------------- | -------------------------------- | -------------------------------- | -------------------------------- | -------------------------------- | -------------------------------- | -------------------------------- | -------------------------------- |
| 历史最高温 °C（°F）              | 22.5 (72.5)                      | 26.9 (80.4)                      | 32.5 (90.5)                      | 34.7 (94.5)                      | 37.6 (99.7)                      | 38.4 (101.1)                     | 40.6 (105.1)                     | 39.4 (102.9)                     | 40.0 (104.0)                     | 34.1 (93.4)                      | 30.0 (86.0)                      | 23.8 (74.8)                      | 40.6 (105.1)                     |
| 平均高温 °C（°F）                | 6.8 (44.2)                       | 8.8 (47.8)                       | 13.3 (55.9)                      | 20.9 (69.6)                      | 26.0 (78.8)                      | 29.1 (84.4)                      | 32.1 (89.8)                      | 31.6 (88.9)                      | 26.8 (80.2)                      | 21.8 (71.2)                      | 15.5 (59.9)                      | 9.7 (49.5)                       | 20.2 (68.4)                      |
| 日均气温 °C（°F）                | 2.6 (36.7)                       | 4.5 (40.1)                       | 9.1 (48.4)                       | 16.0 (60.8)                      | 21.2 (70.2)                      | 24.8 (76.6)                      | 27.8 (82.0)                      | 27.2 (81.0)                      | 22.4 (72.3)                      | 17.0 (62.6)                      | 10.6 (51.1)                      | 4.9 (40.8)                       | 15.7 (60.2)                      |
| 平均低温 °C（°F）                | −0.5 (31.1)                      | 1.3 (34.3)                       | 5.5 (41.9)                       | 11.7 (53.1)                      | 17.0 (62.6)                      | 21.2 (70.2)                      | 24.4 (75.9)                      | 23.9 (75.0)                      | 18.9 (66.0)                      | 13.2 (55.8)                      | 6.7 (44.1)                       | 1.4 (34.5)                       | 12.1 (53.7)                      |
| 历史最低温 °C（°F）              | −13.6 (7.5)                      | −11.6 (11.1)                     | −3.1 (26.4)                      | 0.2 (32.4)                       | 8.0 (46.4)                       | 12.1 (53.8)                      | 18.0 (64.4)                      | 16.8 (62.2)                      | 10.7 (51.3)                      | 1.7 (35.1)                       | −4.7 (23.5)                      | −11.7 (10.9)                     | −13.6 (7.5)                      |
| 平均降水量 mm（）                | 40.5 (1.59)                      | 54.7 (2.15)                      | 86.5 (3.41)                      | 83.8 (3.30)                      | 113.9 (4.48)                     | 162.3 (6.39)                     | 185.6 (7.31)                     | 137.3 (5.41)                     | 83.4 (3.28)                      | 77.3 (3.04)                      | 55.2 (2.17)                      | 27.3 (1.07)                      | 1,107.8 (43.6)                   |
| 平均降水天数（≥ 0.1 mm）         | 8.6                              | 8.8                              | 13.0                             | 11.3                             | 11.6                             | 12.1                             | 13.0                             | 11.2                             | 10.4                             | 9.2                              | 8.0                              | 6.4                              | 123.6                            |
| 来源：Weather China              |                                  |                                  |                                  |                                  |                                  |                                  |                                  |                                  |                                  |                                  |                                  |                                  |                                  |

自然资源丰富。森林覆盖率45.5%，活立木蓄积量3,800万立方米。已探明矿藏40余种，其中霍邱铁矿探明储量25亿吨，居华东第一；金寨钼矿探明储量220万吨，居亚洲第二。水资源总量100亿立方米，五大水库总库容67亿立方米。

## 政治

### 现任领导
| 机构     | · 中国共产党 · 六安市委员会 | 六安市人民代表大会 常务委员会 | 六安市人民政府    | · 中国人民政治协商会议 · 六安市委员会 |
| 职务     | 书记                        | 主任                          | 市长              | 主席                                  |
| -------- | --------------------------- | ----------------------------- | ----------------- | ------------------------------------- |
| 姓名     | 方正                        | 付新安                        | 潘东旭            | 陈家本                                |
| 民族     | 汉族                        | 汉族                          | 汉族              | 汉族                                  |
| 籍贯     | 安徽省桐城市                | 湖北省孝感市                  | 江苏省连云港市    | 安徽省芜湖市                          |
| 出生日期 | 1967年10月（57歲）          | 1965年10月（59歲）            | 1974年4月（51歲） | 1963年2月（62歲）                     |
| 就任日期 | 2023年11月                  | 2021年2月                     | 2021年6月         | 2021年2月                             |

### 历任领导
| 市委书记 - 洪文虎（2000年2月－2002年11月） - 倪发科（2002年11月－2008年1月） - 汤林祥（2008年2月－2011年4月） - 孙云飞（2011年4月－2021年5月） - 叶露中（2021年6月－2023年11月） - 方正（2023年11月－） | 市长 - 倪发科（2000年3月－2003年6月） - 叶成文（2003年6月－2004年12月） - 汤林祥（2005年1月－2008年2月） - 张韶春（2008年4月－2012年2月） - 毕小彬（2012年2月－2017年12月） - 叶露中（2017年12月－2021年6月） - 潘东旭（2021年6月－） |

### 行政区划
六安市下辖3个市辖区、4个县。
- 市辖区：金安区、裕安区、叶集区
- 县：霍邱县、舒城县、金寨县、霍山县

## 人口
2022年末，全市常住人口437.9万人，比上年末减少2.6万人；常住人口城镇化率为50.5%，提高1.0个百分点。
根据2020年第七次全国人口普查，全市常住人口为4,393,699人。同第六次全国人口普查的4,603,585人相比，十年共减少了209,886人，下降4.56%，年平均增长率为-0.47%。其中，男性人口为2,257,485人，占总人口的51.38%；女性人口为2,136,214人，占总人口的48.62%。总人口性别比（以女性为100）为105.68。0－14岁的人口为814,090人，占总人口的18.53%；15－59岁的人口为2,645,572人，占总人口的60.21%；60岁及以上的人口为934,037人，占总人口的21.26%，其中65岁及以上的人口为740,901人，占总人口的16.86%。居住在城镇的人口为2,130,346人，占总人口的48.49%；居住在乡村的人口为2,263,353人，占总人口的51.51%。

### 民族
全市常住人口中，汉族人口为4,377,775人，占99.64%；各少数民族人口为15,924人，占0.36%。与2010年第六次全国人口普查相比，汉族人口减少213,153人，下降4.64%，占总人口比例下降0.09个百分点；各少数民族人口增加3,267人，增长25.81%，占总人口比例增加0.09个百分点。

## 经济
2024年，六安市地区生产总值2307.5亿元，按可比价格计算，比上年增长5.4%。其中，第一产业增加值286.6亿元，增长3.7%；第二产业增加值836.4亿元，增长8.5%；第三产业增加值1184.5亿元，增长3.5%。三次产业结构为12.4︰36.3︰51.3。
农业：六安是安徽省重要的农产品生产基地，形成茶叶、蔬菜、水果、中药材、皖西白鹅、霍寿黑猪等特色产业。2024年粮食总产量367.5万吨，茶叶产量4.75万吨（其中六安瓜片1.6万吨），蔬菜产量145.8万吨，水果产量38.5万吨。
工业：2024年，六安市规模以上工业增加值同比增长8.9%，其中装备制造业、高新技术产业等新质生产力领域贡献突出；省级以上开发区及“合六经济走廊”的工业增加值占比近九成且增速高于全市平均水平；民营企业增加值占比79.5%，成为增长主要动力；全市规上工业利润总额同比增长6.7%，橡胶和塑料制品、酒饮料茶、食品制造及电力热力供应四个行业合计拉动利润增长15个百分点。
服务业：2024年社会消费品零售总额1,333.7亿元。，当地发展旅游业，拥有5A级景区2家(天堂寨、万佛湖)，4A级景区27家(皖西大裂谷、大别山石窟、九公寨、大别山风情谷、龙井沟、佛子岭水库、南岳山、大别山玉博园、万佛山、大别山主峰（白马尖）、燕子河大峡谷、铜锣寨、梦幻海洋大世界、安徽省皖西博物馆、横排头、悠然蓝溪、悠然南山、东石笋、响洪甸水库、小南京乡村示范区、梅山水库、临淮岗、霍山大峡谷、独山革命旧址、红军广场、昭庆寺等)，3A级旅游景区23个(天水涧漂流、马鬃岭、汤家汇红旅小镇、斑竹园、十里溪、石斛小镇、屋脊水乡、大华山、文翁研学小镇、林水寨、飞霞公园、舒茶纪念馆、皖西烈士陵园、九仙尊石斛园、铁矿文博园、金安矿业园、万源寺、符桥、紫荆花怡养小镇、茶山花海等)，2024年接待国内外游客6,870万人次，国内旅游收入521.67亿元人民币，而外汇收入则约为464.16万美元。

## 交通
铁路：
- 宁西铁路：东西向横贯全境，设叶集站、姚李庙站、六安站、独山站（货运）
- 合武铁路：设计时速250公里客运专线，设金寨站、六安站
- 阜六铁路：北接阜阳枢纽，南连宁西铁路，设霍邱站、吴集站（货运）
- 在建六安至安庆铁路，设计时速250公里，设立6座车站。[31]

公路：
- 高速公路： 沪陕高速（沪陕高速）、 济广高速（济广高速）、 沪蓉高速（沪蓉高速）、 德上高速（德上高速）、 和襄高速（和襄高速）
- 国道： 105国道、 206国道、 237国道、 312国道、 346国道穿境而过

航空：距合肥新桥国际机场（4E级）约70公里，车程约50分钟。规划建设金寨支线机场
水运：淮河航道霍邱段可通行2,000吨级船舶，在建周集综合码头，设计年吞吐能力预计超500万吨，规划4个1000吨级（水工兼顾2000吨级）泊位，使用岸线360米；陆域用地167亩，配套建设散货仓库、件杂货仓库、堆场及办公生产生活辅助设施。

## 全国重点文物保护单位
- 李氏庄园：位于中国安徽省六安市霍邱县马店镇的国家级重点文物保护单位，为民国时期皖西大地主李梦庚家族所建、集居住与防御功能于一体的大型地主庄园，其规模宏大、布局严谨、融汇中西的建筑风格，是研究中国近代社会形态、宗法制度及江淮地区民居建筑艺术的重要实物遗存。
- 六安汉代王陵墓地：位于中国安徽省六安市金安区三十铺镇双墩村的国家级重点文物保护单位，为西汉所封六安国第一代王刘庆及其家族的同茔异穴合葬墓群，其完整墓园结构与出土“六安王”金印、漆器等遗存，是研究西汉诸侯王葬制及江淮地区汉代历史文化的关键考古实证。
- 程端忠墓：位于中国安徽省六安市金寨县汤家汇镇的国家级重点文物保护单位（作为鄂豫皖革命根据地旧址群组成部分），为南宋抗金将领程端忠的纪念性墓葬（现存墓碑为明代重立），是研究大别山地区宋代历史人物、葬制葬俗及徽文化传承的重要实物遗存。
- 独山和金寨革命旧址群：分布于中国安徽省六安市裕安区独山镇及金寨县境内的国家级重点文物保护单位，为土地革命战争时期（1929-1932年）鄂豫皖革命根据地核心区域的重要遗存，集中反映了中国共产党领导下的苏维埃政权建设、军事斗争及苏区社会生活，是研究大别山革命史的核心实物见证。
- 霍山文庙：位于中国安徽省六安市霍山县城关镇、始建于明代并经历代重修（现存主体为清代建筑）的官学祭祀场所，为现存较完整的以大成殿为核心的明清古建筑群，是安徽省重点文物保护单位和研究当地儒学教育及古建筑艺术的重要实例。
- 寿春城遗址（霍邱部分）：位于中国安徽省六安市霍邱县境内、作为战国晚期楚国都城寿春城重要组成部分的城垣与附属遗迹遗存，是研究楚国晚期政治军事防御体系及寿春城空间布局的关键考古实证。
- 红四方面军总指挥部旧址：位于中国安徽省六安市金寨县汤家汇镇的国家级革命文物保护单位，为中国工农红军第四方面军于1932年正式成立并早期指挥作战的核心场所，是鄂豫皖革命根据地的重要历史见证。
- 刘邓大军挺进大别山前沿指挥部：位于中国安徽省六安市金寨县天堂寨镇的革命旧址，为1947年刘伯承、邓小平率晋冀鲁豫野战军主力实施战略反攻、千里跃进大别山期间的重要指挥场所，现为全国重点文物保护单位和爱国主义教育基地。
- 淠史杭灌区：位于中国安徽省西部大别山北麓、以淠河、史河、杭埠河为主要水源，于1958年动工兴建的世界最大灌区之一，是以防洪、灌溉为主，兼有发电、供水、航运、水产等综合效益的特大型水利工程系统。[35]

## 文化与特产
非物质文化遗产：
- 庐剧：流行于中国安徽省六安市及其周边皖西地区的地方戏曲剧种，为安徽代表性剧种庐剧（原名“倒七戏”）的主要流派（西路）之一，其唱腔高亢质朴、表演贴近生活，是承载江淮地区民间艺术与乡土文化的重要非物质文化遗产（安徽省级）。
- 大别山民歌：流传于中国安徽省六安市所辖皖西大别山区的传统民间音乐形式，其高亢嘹亮的山歌、细腻婉转的小调及丰富的劳动号子，生动反映了当地人民的生产生活与情感世界，是承载江淮分水岭地域文化的重要非物质文化遗产（2008年列入国家级名录）。[36]
- 霍邱柳编：中国非物质文化遗产[37]
- 六安瓜片制作技艺：中国非物质文化遗产

特产：
- 六安瓜片：产自中国安徽省六安市一带的著名历史名茶，属绿茶类，其独特之处在于由单片嫩叶精制而成，不含芽头和茶梗，成品茶叶自然平展、形似瓜子，是中国十大名茶之一。
- 霍山黄芽：原产中国安徽省霍山县的国家地理标志产品（2006年获批）和中国历史名茶，唐代《唐国史补》即载其入贡，现代工艺定型于1971年，属黄茶类（按GB/T 21726分类为黄小茶），核心产区分布于大别山北麓海拔300-800米云雾带，其干茶形似雀舌、显毫露锋，冲泡后汤色黄绿透亮，具独特"栗香透兰"风味，黄烷醇含量≥8.5%（2020年安徽省地方标准DB34/T 2150），现全县种植面积达20.3万亩（占黄茶类全国种植面积18%），为全国首批茶叶生态原产地保护产品（2016年），并形成"区域公用品牌+龙头企业"运营体系（拥有国家级示范合作社7家），年出口额超1200万美元。
- 皖西白鹅：原产于中国安徽省西部六安市的国家级畜禽遗传资源保护品种（2000年列入名录）和国家地理标志产品（2010年获批），属中型肉毛兼用型鹅种，核心产区分布于霍邱、寿县等沿淮河流域，其羽毛纯白、绒朵大而蓬松（蓬松度≥18cm），成年鹅平均体重5.5-6.5公斤，羽绒产量与品质居中国鹅种之首，占全国羽绒原料年出口量约10%，同时形成"活鹅养殖-羽绒加工-鹅肉深加工"全产业链体系，为安徽省特色农产品优势区主导产业。
- 金寨猕猴桃：产于中国安徽省金寨县的国家地理标志农产品（2017年获批），属中华猕猴桃红心品种，核心产区位于大别山北麓海拔600米以上生态区，其果实以果肉莹绿透红、酸甜适度、可溶性固固形物含量≥14%为特征，现为全国名特优新农产品（2020年入选）及六安市乡村振兴支柱产业之一，采用"统一区域公用品牌+企业品牌"双标管理体系。
- 舒城小兰花：产于中国安徽省舒城县的国家地理标志农产品（2015年获批），属烘青绿茶类，创制于明清时期，其外形芽叶相连似兰草、冲泡后具独特兰花香，核心产区位于大别山东麓海拔500米以上山地，传统制作技艺被列入安徽省非物质文化遗产名录。[38]

## 教育
高等教育：
- 皖西学院：位于中国安徽省六安市的一所省属全日制普通本科院校，其前身为创建于1918年的安徽省立第三甲种农业学校，2000年经教育部批准由原皖西联合大学、六安师范专科学校和六安师范学校合并组建而成，现为安徽省硕士学位立项建设单位，以应用型学科为特色，重点发展农林、材料化工、中药学等区域支柱产业相关专业。设有15个二级学院，65个本科专业。
- 安徽国防科技职业学院：位于中国安徽省六安市的一所全日制公办普通高等职业院校，始建于1974年，2003年升格为高等职业院校，现为安徽省示范性高等职业院校建设院校，隶属于安徽省国防科学技术工业办公室，主要承担装备制造、信息技术等领域军民融合型技术技能人才培养任务。
- 六安职业技术学院：位于中国安徽省六安市的一所全日制公办普通高等职业院校，成立于2001年6月，由原六安联合大学、六安工业学校和六安经济贸易学校合并组建而成，现为安徽省示范性高职院校，重点培养装备制造、电子信息、现代服务业等领域的技术技能型人才。
- 皖西卫生职业学院：位于中国安徽省六安市的一所全日制公办普通高等职业院校，主要培养医学相关专业的技术技能型人才，其前身为创建于1958年的六安卫生学校，于2009年升格为高等职业院校，现为皖西地区医疗卫生人才培养的重要基地。

基础教育：全市各级各类学校共计1488所(截止2024年数据)。其中六安一中2000年被评为安徽省示范高中，有4个校区，创办于1906年(清光绪三十二年)。

## 友好城市
- 芬兰瓦爾考斯结缔于2004年9月10日[41]
- 德国汉诺威结缔于2012年4月15日[42]